# Golf de Bonmont
O Golf Club de Bonmont encontra-se junto ao maciço do Jura na localidade de  Chéserex no cantão de Vaud na Suíça. O nome deste  provém da Abadia de Bonmont cujo edifício original data do século XII.

## Instalações
O clube tem dois restaurantes, um hotel com uma piscina de interior, três terrenos de ténis, tudo isto integrado num terreno de 62 hectares cujo golfe é um 18 buracos-hole golf course and riding stables. It has remained under the same management by the owner since 1979 .

## Abadia de Bonmont
Bonmont começou por ser uma abadia acastelada da Ordem Cisterciense construída em 1738 e convertida em hotel em 1979. A capela e o castelo da abadia ficam no meio do terreno de golf.

## Golfe
O percurso de golfe, um 18 buracos de Par 71 com 6 165 m, foi desenhado nos anos 1980 por Don Harradine, mas que teve uma importante renovação para festejar o vigésimo aniversário em 2003. Foi Peter Harradine o responsável dos trabalhos e o continuador do trabalho do seu pai  .

## Imagens

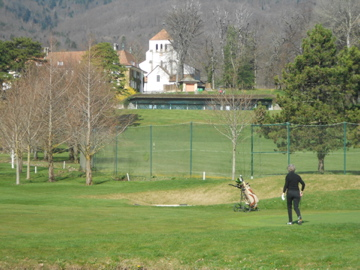
O golf e a abadia
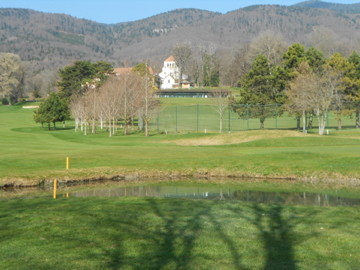